# Cassolus minutus
Cassolus minutus là một loài bọ cánh cứng trong họ Bọ hung (Scarabaeidae).